# 10781 Ritter
10781 Ritter eller 1991 PV31 är en asteroid i huvudbältet som upptäcktes den 6 augusti 1991 av den tyske astronomen Freimut Börngen vid Tautenburg-observatoriet. Den är uppkallad efter den tyske fysikern och kemisten Johann Wilhelm Ritter.
Asteroiden har en diameter på ungefär 9 kilometer och den tillhör asteroidgruppen Astraea.